# Anna von Wattenwyl

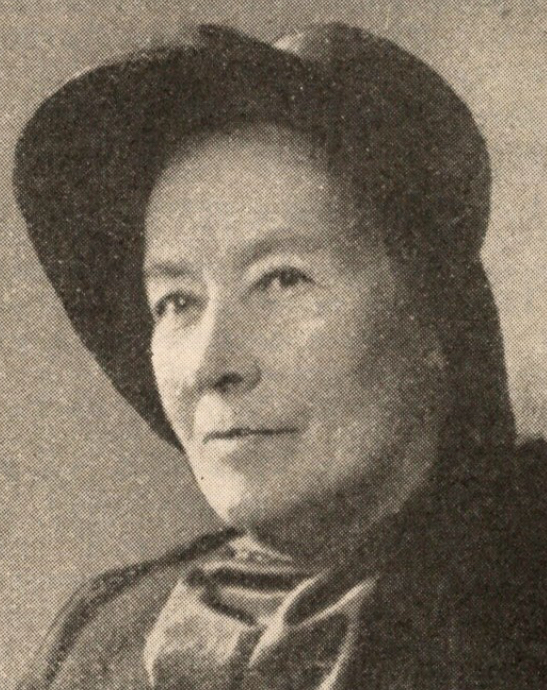
Anna von Wattenwyl

Anna von Wattenwyl (* 1841 in Lauenen, Kanton Bern, Schweiz; † 1927) war eine Schweizer Pionierin der Heilsarmee, die geistlich zur Heiligungsbewegung zu rechnen ist.

## Leben
Von Wattenwyl stammte aus einem Berner Patriziergeschlecht und wohlhabenden Haus; ihre Mutter war Engländerin und ihr Vater Gottlieb von Wattenwyl zunächst reformierter Pfarrer von Reichenbach im Kandertal, zog sich aber 1852 auf sein Landgut «Schlingmoos» bei Gurzelen zurück, das bald ein Zentrum der Erweckungsbewegung wurde.
Als junge Frau besuchte sie mit ihrer älteren Schwester Verwandte in Paris und London, wo sie auch die Heilsarmee kennenlernte, und wurde Diakonissin. Nachdem sie im Rahmen der Veranstaltungen der Heiligungsbewegung in Bern eine tiefgreifende Erweckung erlebt hatte, wurde Anna zeitweise Seelsorgehelferin bei den Evangeliums-Wochen von Franz Eugen Schlachter. 1870 und 1871 pflegte sie mit weiteren Diakonissinnen verwundete Soldaten im Deutsch-Französischen Krieg. 1875 liess sie im heimatlichen Gurzelen einen Versammlungsraum bauen, der zur Verkündigung des Evangeliums dienen sollte und später zum Lokal der Heilsarmee wurde. 1886 trat sie in Zürich in die neugegründete Schweizer Heilsarmee ein, übernahm dort bald eine leitende Funktion und wurde schliesslich zum Oberstleutnant befördert. Sie lebte bescheiden, opferte ihren Wohlstand für ihren christlichen Glauben und war in der Evangelisation, im Sozialhilfswerk und in der Redaktion des Kriegsrufs, der Publikation der Heilsarmee, tätig. Ihre Hingabe ist erwiesen, und so landete sie mit fünf weiteren Offiziersschülerinnen wegen Strasseneinsätzen mit der Heilsarmee und um ihres Glaubens willen im Gefängnis. 
Interessant ist auch eine Episode, als sie ein «gefallenes Mädchen» im Gefängnis ermahnte und ihr sagte, dass, wenn es zum Glauben käme, es nicht mehr ins Gefängnis kommen würde. Als ihr bewusst wurde, dass sie – als gläubige Heilsarmeekämpferin – ja gerade wegen ihres Glaubens – zusammen mit dem Mädchen im Gefängnis war, führte dies doch zur Erheiterung.
Sie war auch die Übersetzerin des Heilsarmeegründers und -generals William Booth, als dieser die Schweiz besuchte und war bekannt mit den führenden Persönlichkeiten der Heiligungsbewegung, z. B. mit Andrew Murray.

## Werke
- A travers Notre Œuvre Sociale en Suisse, Bern 1904.
- Sozialwerk der Heilsarmee, Vortrag vor der Gemeinnützigen Gesellschaft Neumünster-Zürich, Bern 1906.
- Eine Tochter Ismaels. Die Lebensgeschichte von Maggie O'Donoghue. Eine Verworfene und Mörderin, die eine Gottselige und Salutistin wurde, Zürich um 1910.
- Einige Erinnerungen aus meinem Leben, Bern 1914; Basler Berichthaus, Basel 1921; Freie Brüdergemeinde, Albstadt 2008.